# 響舛市太郎
響舛 市太郎（ひびきます いちたろう、安政6年8月17日（1859年9月13日） - 明治36年（1903年）7月4日）は、加賀国石川郡押野村（現在の石川県野々市市）出身で鯨波部屋（京都）から中立部屋、境川部屋を経て高砂部屋に所属した大相撲力士。本名は河→井ノ口→河 市太郎（粂次郎とも）。最高位は関脇。身長173cm、体重114kg。所属は

## 人物
京都相撲を経て東上し、怪力を活かした右ハズからの押しを武器に入幕3場所目には小結に昇進。相手に土俵際まで追い詰めさせてからのもうっちゃりも得意で、待ったを何度もすることから「待った博士」の異名も。愛嬌の無い容貌で人気に乏しかった。

## 略歴
- 1882年（明治15年）1月 鯨波部屋（京都相撲）から初土俵を踏む（序ノ口）[3]。
- 1889年（明治22年）1月 新十両。翌5月新入幕[3]。
- 1890年（明治23年）1月 小結に昇進。
- 1893年（明治26年）6月 関脇に昇進。
- 1897年（明治30年）5月 脱走により全休。
- 1898年（明治31年）5月 復帰。
- 1899年（明治32年）5月 引退[3]。

## 主な成績
- 幕内戦績:60勝43敗80休8分9預（20場所）

## 各段優勝
- 十両優勝:1回（1889年1月場所）